# Captain Kidd
Captain Kidd – amerykański film z 1945 roku w reżyserii Rowlanda V. Lee.

## Obsada
- Charles Laughton jako kapitan William Kidd
- Randolph Scott jako Adam Mercy
- Barbara Britton jako Lady Anne Dunstan
- John Carradine jako Orange Povey
- Gilbert Roland jako Jose Lorenzo
- John Qualen jako Bartholomew Blivens
- Sheldon Leonard jako Cyprian Boyle
- William Farnum jako kapitan Rawson
- Henry Daniell jako król Wilhelm III
- Reginald Owen jako Cary Shadwell
- Abner Biberman jako Theodore Blades (niewymieniony w czołówce)
- Harry Cording jako strażnik więzienia Newgate
- Ray Teal jako Michael O'Shawn (niewymieniony w czołówce)
- Frederick Worlock jako Landers, naczelnik więzienia Newgate (niewymieniony w czołówce)

## Nagrody i nominacje
| Nazwa nagrody | Wygrane            | Nominacje                                                   |
| ------------- | ------------------ | ----------------------------------------------------------- |
| Oscar         | 1946 bez rezultatu | 1946 Najlepsza muzyka w dramacie lub komedii Werner Janssen |